# Wilcannia Airport
Wilcannia Airport är en flygplats i Australien. Den ligger i regionen Central Darling och delstaten New South Wales, i den sydöstra delen av landet, omkring 780 kilometer väster om delstatshuvudstaden Sydney. Wilcannia Airport ligger 92 meter över havet.
Trakten runt Wilcannia Airport är nära nog obefolkad, med mindre än två invånare per kvadratkilometer.. Närmaste större samhälle är Wilcannia, nära Wilcannia Airport.
Omgivningarna runt Wilcannia Airport är i huvudsak ett öppet busklandskap. Genomsnittlig årsnederbörd är 301 millimeter. Den regnigaste månaden är februari, med i genomsnitt 69 mm nederbörd, och den torraste är oktober, med 1 mm nederbörd.